# Grace Lee Whitneyová
Grace Lee Whitneyová (1. dubna 1930 Ann Arbor, Michigan – 1. května 2015 Coarsegold, Kalifornie), rodným jménem Mary Ann Chaseová, byla americká herečka a zpěvačka.
Narodila se jako Mary Ann Chaseová, byla ale adoptována rodinou Whitneyů, kteří ji pojmenovali Grace Elaine. Poté, co se odstěhovala, začala používat jméno Lee Whitneyová, známou se stala jako Grace Lee Whitneyová.
Svoji kariéru zahájila již ve 14 letech jako zpěvačka v rozhlasu, později vystupovala i v klubech společně s Billie Holidayovou, Buddym Richem, aj. Na začátku 50. let začala hrát na Broadwayi, vystupovala v muzikálu Top Banana. Díky jeho úspěchu se objevila i v hollywoodském filmu stejného jména z roku 1954. Grace Lee Whitneyová začala být obsazována do menších rolí v různých seriálech i filmech, zahrála si i ve snímku Někdo to rád horké.
V roce 1966 hrála postavu Janice Randové ve sci-fi seriálu Star Trek. Randová byla pobočníkem kapitána Kirka, vyskytovala se ale pouze v první polovině první řady seriálu (celkem osm epizod). Postavu Randové si Whitneyová zopakovala ve čtyřech filmech ze světa Star Treku v letech 1979 až 1991 (Star Trek: Film, Star Trek III: Pátrání po Spockovi, Star Trek IV: Cesta domů a Star Trek VI: Neobjevená země) a v epizodě „Vzpomínka“ seriálu Star Trek: Vesmírná loď Voyager (1996).
V 70. a 80. letech 20. století působila jako zpěvačka a spolupracovala s mnoha orchestry a kapelami.
Zemřela 1. května 2015 ve věku 85 let ve svém domě.